# Dorota Chilińska
Dorota Chilińska (ur. w 1975 roku) – polska artystka współczesna, zajmuje się sztuką wideo, tworzy także instalacje wideo (Wieża Babel czy Har-magedon), współautorka projektu Error z Andrzejem Wasilewskim.
Uzyskała dyplom na Wydziale Sztuk Pięknych UMK w Toruniu (Zakład Plastyki Intermedialnej) w pracowni prof. Wojciecha Bruszewskiego w 2002 roku.

## Zrealizowane projekty
- Har-Magedon (instalacja wideo), 2002
- Tower Of Babel (film, instalacja wideo), 2003
- Rzeczywiście coś takiego jest (film wideo), 2003
- Valkirie (film wideo), 2004
- Głupi Jaś (instalacja wideo), 2005
- Czynności życiowe (instalacja wideo), 2005
- Streo-S-kopia (instalacja wideo), 2005/06
- Iona Ticha (film wideo), 2007
- Scrabble fonetyczne (instalacja wideo), 2008
- First Person Shooter (instalacja wideo), 2009

Projekty zrealizowane z Andrzejem Wasilewskim
- Jak to się robi (film wideo), 2005/06
- Error 001 (instalacja wideo), 2007
- Życie jest gdzie indziej (instalacja), 2007
- Cykle (film wideo, instalacja wideo), 2008
- Język idiotyczny (found footage), 2008
- (UN)HUMAN ERROR (instalacja wideo), 2008
- Kwarantanna (akcja w przestrzeni miejskiej), 2008
- Marzenia ściętej głowy (instalacja wideo), 2009
- Życie jest gdzie indziej II (instalacja), 2009
- Where is Gojira (wideo), 2009
- Fireworks (wideo), 2009

## Wystawy
- skutki uboczne, Galeria XX1, Warszawa, 2011
- tolerancja błędu, Otwarta Pracownia, Kraków, 2011
- The Prague contemporary festival Tina B. - solutions and evolution / platonic lives, Nostic Palace, Praha (Czechy), 2010
- Mediations Biennale, Beyond Mediations, Centrum Kultury Zameki, Poznań, 2010
- Coexistence, Tembi Contemporary, Yogyakarta (Indonezja), 2010
- bycie i czas, Galeria Nowy Wiek, Zielona Góra, 2010
- agal hazahab, CSW Łaźnia, Gdańsk, 2009
- Erased Walls - Contemporary Art in Central and Eastern Europe, Preises Museum Berlin, Berlin (Niemcy), 2009
- Mixed Media Art Communication, 10-box Gallery, Sendai (Japonia), 2009
- Performance Festival ’09, Aizu Art College, Mishima (Japonia), 2009
- MMAC International Exhibition, Yamabiko Gallery, Mishima (Japonia), 2009
- Looking for a NEW EARTH, Sojo Gallery, Kumamoto (Japonia), 2009
- 2. Biennale Sektor Sztuki, Górnośląskie Centrum Kultury, Katowice, 2009
- Sztuka po godzinach,CSW Łaźnia, Gdańsk, 2009
- First Person Shooter, Galeria XX1, Warszawa, 2009
- Lucim żyje, CSW Znaki Czasu, Toruń, 2009
- Fantomy i fetysze, Galeria ABC, Poznań, 2009
- Epidemia - kulturowy obraz choroby, Zona Sztuki Aktualnej, Łódź, 2009
- Entopia - Harmonia miasta, działanie w przestrzeni miejskiej, Toruń, 2008
- X-Ray projekt 8784h, X-Ray Gallery, Luboń k. Poznania, 2008
- Mediations Biennale - [un]human error, Galeria Naród Sobie, Poznań, 2008
- Cykle, Festiwal Pole Widzenia, Toruń, 2008
- Mów do mnie. Jeszcze, BWA Studio, Wrocław, 2008
- Poza dobrem i złem, Zamek Książąt Pomorskich, wystawa w ramach festiwalu Inspiracje, Szczecin, 2008
- Sztuka po godzinach, Galeria Promocji Młodych, BOK, Łódź, 2008
- error_002: perpetuum soundscreen mobile, BWA Studio, Wrocław, 2007
- Przeciąg Festiwal Sztuki Młodych, Zamek Książąt Pomorskich, Szczecin, 2007
- Życie jest gdzie indziej, Galeria Dla... (z Andrzejem Wasilewskim), 2007
- TRANSVIZUALIA 007: MEDIASCREAM! [STYMULACJA-SYMULACJA], Gdynia, 2007
- Lilit kobieta jako fenomen nasycony - Św. Bernadetta, Galeria Program, Warszawa, 2007
- Żal mi, że ich stworzyłem, IF Museum INNER SPACES, Poznań, 2006
- Come into my world - POLSKA SZTUKA WIDEO wystawa w ramach Łódź Biennale 2006, Łódź, 2006
- Screen Festiwal Sztuki Internetu Wyobraźnia Ekranu, Toruń, 2006
- Rozpoznanie. Demontaż doświadczeń, Galeria Bałucka, Łódź, 2006
- Videonale, Elektronenströme, Kunstmuseum, Bonn (Niemcy), 2005
- Stereo-s-kopia (wersja beta), Mini Galeria Dom Muz, Toruń, 2005
- 12 Międzynarodowy Festiwal Szkół Filmowych i Telewizyjnych, PWSFT, Łódź, 2005
- Udział w prezentacji Elżbiety Jabłońskiej Bezpośrednik Warszawski, Warszawski Aktyw Artystyczny, Warszawa, 2005
- Czynności życiowe, Galeria sztuki Wozownia, Toruń, 2005
- Aktuelle Videoarbeiten aus Polen, Kunstlerhaus Bethanien, Berlin (Niemcy), 2005
- Poznań 4 you, IF. Museum Inner Space, Poznań, 2005
- Poznam Toruń Toruń Poznam, Galeria Aula ASP, Poznań, 2005
- Mini Festiwal Multimediów w ramach 5. edycji warszawskich Otwartych Targów Sztuki wARTo, Warszawa, 2005
- Rozpoznanie. Demontaż doświadczeń, Galeria Arsenał, Poznań, Galeria Bielska BWA, Bielsko-Biała, 2005
- Valkirie, Galeria Sztuki Wozownia, Toruń, 2005
- Spotkania Pracowni'03 Festiwal Sztuki Mediów,  Galeria Sztuki Wozownia, Toruń, 2003
- Globalica X Międzynarodowe Biennale Sztuki Mediów WRO'03, Wrocław, 2003
- Video Kont IV Festiwal Sztuki Mediów,  Galeria Kont, Lublin, 2003
- RESET - Międzynarodowy Festiwalu Sztuki Mediów, Kraków, 2002

## Nagrody, stypendia
- nagroda główna Marszałka Województwa Pomorskiego na TRANSVIZUALIACH 007, Gdynia, 2007
- Półroczne stypendium Ministra Kultury RP, 2006